# 过火 (歌曲)
过火，台湾歌手张信哲1995年發表的一首歌曲，是其代表作之一，有国语、粤语两个版本，均由曹俊鸿作曲，国语版由陈佳明作词，收录于专辑《宽容》；粤语版由向雪怀作词，收录于专辑《深情》。

## 相关
在香港反對逃犯條例修訂草案運動中，中國內地留學生于8月17日在英國愛丁堡舉行「愛國護港」遊行，曾合唱该歌曲，可能与其国语版歌词“怎麼忍心怪你犯了錯，是我給你自由過了火”一句有关。